# Solanum moxosense
Solanum moxosense är en potatisväxtart som beskrevs av Michael Nee. Solanum moxosense ingår i släktet skattor som ingår i familjen potatisväxter. Inga underarter finns listade i Catalogue of Life.